# Terence Stansbury
Terence Stansbury (ur. 27 lutego 1961 w Los Angeles) – amerykański koszykarz, występujący na pozycji rzucającego obrońcy, po zakończeniu kariery zawodniczej trener koszykarski.
Jego córka Tiffany występowała w WNBA.

## Osiągnięcia
NCAA
- Uczestnik II rundy turnieju NCAA (1984)
- Mistrz sezonu regularnego konferencji:
  - East Coast (1982)
  - Atlantic 10 (1984)
- Zawodnik Roku Konferencji Atlantic 10 (1984)[2]
- Laureat Robert V. Geasey Trophy (1983)[3]
- MVP turnieju Atlantic 10 (1983)[4]
- Zaliczony do III składu All-American (1984 przez NABC)[3]

Drużynowe
- Uczestnik Final Four Euroligi (1998 – jego zespół dotarł do finału, on sam nie wystąpił w spotkaniu o mistrzostwo)[5]
- Mistrz Holandii (1988)

Indywidualne
- Zagraniczny MVP II ligi francuskiej (1992)
- Lider strzelców ligi francuskiej (1993)
- 3-krotny uczestnik konkursu wsadów NBA (1985–1987 – 3. miejsce)[6]
- Uczestnik holenderskiego All-Star Game (1988)